# Zhang Jun
Zhang Jun (en chino: 張軍; Suzhou, 26 de noviembre de 1977) es un deportista chino que compitió en bádminton, en las modalidades de dobles y dobles mixto.
Participó en dos Juegos Olímpicos de Verano, obteniendo dos medallas de oro en la prueba de dobles mixtos, en Sídney 2000 (junto con Gao Ling) y en Atenas 2004 (con Gao Ling). Ganó tres medallas en el Campeonato Mundial de Bádminton entre los años 1999 y 2003.

## Palmarés internacional
| Juegos Olímpicos   | Juegos Olímpicos         | Juegos Olímpicos  | Juegos Olímpicos |
| Año                | Lugar                    | Medalla           | Prueba           |
| ------------------ | ------------------------ | ----------------- | ---------------- |
| 2000               | Sídney (Australia)       | Medalla de oro    | Dobles mixto     |
| 2004               | Atenas (Grecia)          | Medalla de oro    | Dobles mixto     |
| Campeonato Mundial |                          |                   |                  |
| Año                | Lugar                    | Medalla           | Prueba           |
| 1999               | Copenhague (Dinamarca)   | Medalla de bronce | Dobles           |
| 2001               | Sevilla (España)         | Medalla de oro    | Dobles mixto     |
| 2003               | Birmingham (Reino Unido) | Medalla de plata  | Dobles mixto     |